# Le Mariage anglais
Le Mariage anglais est une chanson folklorique française, vraisemblablement composée à l'occasion du mariage d'Henriette de France, fille d'Henri IV, avec Charles Ier d'Angleterre, en juin 1625.
La chanson a été enregistrée par le groupe folk Malicorne en 1975. Elle figure en tant que premier titre sur son deuxième album, Malicorne, auquel elle a donné son nom officieux. Garolou, un groupe rock folklorique canadien, en a aussi enregistré une adaptation sur l'album Romancero sorti en 1980.

## Paroles
1.
C'était la fille au roi françois

Que l'on marie à un Anglois :

« Ô mes chers frères empêchez

De m'emmener !

J'aimerais mieux soldat françois

Que roi anglois ».
2.
Et quand ce vint pour l'épouser,

Dedans Paris fallu passer :

Il n'y a dame de Paris

Qui ne pleurît

De voir partir la fille du roi

À un Anglois.
3.
Et quand ce vint pour embarquer,

Les yeux lui a voulu bander :

« Bande les tiens et laisse-moi,

Maudit anglois !

Puisque la mer me faut passer,

Je la verrai ».
4.
Et quand ce vint pour débarquer,

Tambours, violons, de tous côtés :

« Retirez-vous, ô tambouriniez

Et violoniers !

Ce n'est pas le son des hautbois

Du roi françois ».
5.
Et quand ce vint pour le souper,

Du pain lui a voulu couper :

« Coupe pour toi et non pour moi,

Maudit Anglois !

Je ne puis boire ni manger

Quand je te vé ».
6.
Et quand ce vint pour le coucher,

L'Anglois l'a voulu déchausser :

« Déchausse-toi et laisse-moi,

Maudit Anglois !

J'ai bien des gens de mon pays

Pour me servir ».
7.
Et quand ce vint sur la minuit,

La belle n'est pas endormie :

« Retourne-toi, embrasse-moi,

Mon cher Anglois !

Puisque Dieu nous a assemblés,

Faut nous aimer ! »